# Koch Nándor
Bodrogi Koch Nándor (Kolozsvár, 1885. július 7. – Budapest, 1961. április 27.) geográfus, geológus, válogatott labdarúgó, jobbösszekötő, újságíró. Apja Koch Antal geológus.

## Élete
1903 és 1907 között a 33 FC labdarúgója, alapító tagja, később tiszteletbeli elnöke. 1904–05-ben két alkalommal szerepelt a magyar labdarúgó-válogatottban és egy gólt szerzett.
1908-ban a budapesti egyetemen természetrajz-vegytan szakos tanári, 1909-ben bölcsészetdoktori diplomát szerzett. 1909–10-ben a budapesti műegyetem ásvány-földtani tanszékén tanársegéd, 1911 és 1929 között a budapesti II. kerületi reáliskola, majd a VII. kerületi István úti főgimnázium tanára volt.
1913-ban és 1914-ben részt vett az első és második magyar Adria-kutató expedíción, mint hidrológus.
1929 és 1935 között a budapesti középiskolai tanárképző intézetének gyakorló gimnáziumának a tanára volt. 1935 és 1938 között a pécsi tankerületi főigazgatóságon középiskolai szakelőadó, 1939 és 1948 között a székesfehérvári tankerület főigazgatója volt. 1936-tól a pécsi egyetemen a tengertan című tantárgy magántanáraként dolgozott. 1948-ban nyugdíjba vonult.

## Statisztika

### Mérkőzései a válogatottban
| Magyarország | Magyarország     | Magyarország               | Magyarország | Magyarország | Magyarország | Magyarország | Magyarország | Magyarország |
| #            | Dátum            | Helyszín                   | Hazai        | Eredmény     | Vendég       | Kiírás       | Gólok        | Esemény      |
| ------------ | ---------------- | -------------------------- | ------------ | ------------ | ------------ | ------------ | ------------ | ------------ |
| 1.           | 1904. június 2.  | Budapest, Millenáris-pálya | Magyarország | 3 – 0        | Ausztria     | barátságos   | 1            | 58'          |
| 2.           | 1905. április 9. | Budapest, Millenáris-pálya | Magyarország | 0 – 0        | Ausztria     | barátságos   | -            |              |
|              | Összesen         |                            |              | 2            | mérkőzés     |              | 1            | gól          |

## Művei
- A földtan tanítása a középiskolában. Budapest, Budapesti Szemle, 1914
- A Golf-áram 400 éves problémája. Budapest, Paed. Értesítő, 1916–17
- A Föld keletkezésétől a történelmi emberig : A Világegyetem, a Föld, az élet és az ember fejlődésének története. Tolnai Világtörténelme 1. 1926